# سلمان بن مضارب البجلي
سلمان بن مضارب البجلي(توفي في 61هـ/ 680 م) أحد القتلى الذين سقطوا في معركة كربلاء، قيل أنه ابن عم زهير بن القين.

## مقتله
لحق بالحسين قبل وصوله كربلاء، وفي اليوم العاشر من المحرم طلب الإذن من الحسين فأذن له، فقد ورد أنه قال له: «ائذن لي بالخروج يا ابن رسول الله» فأذن له الحسين وقاتل حتى قتل عصر ذلك اليوم.